# Sanna Marin
Sanna Mirella Marin (Helsinki, 16 novembre 1985) è un'ex politica finlandese, dal 10 dicembre 2019 al 20 giugno 2023 ministro capo della Finlandia. Dal 23 agosto 2020 al 1º settembre 2023 è stata anche presidente del Partito Socialdemocratico Finlandese (SDP).
Membro del Parlamento dal 2015 al 2023, ministra dei trasporti dal giugno al settembre 2019, è stata proposta sei mesi dopo come nuova Ministra Capo, il che l'ha resa, a 34 anni, il più giovane capo del governo nella storia della Finlandia, e la leader del governo più giovane del mondo all'epoca.

## Biografia
Nata il 16 novembre 1985 a Helsinki, ha anche vissuto a Espoo e Pirkkala prima di trasferirsi a Tampere. Marin si è diplomata alla scuola superiore Pirkkalan Yhteislukio di Pirkkala nel 2004; nel 2007 si è iscritta all'Università di Tampere, dove ha conseguito una laurea magistrale in scienze dell'amministrazione nel 2017. Ha conseguito la specializzazione in management comunale e regionale e la sua tesi ha riguardato la professionalizzazione della leadership politica comunale.

### Carriera politica

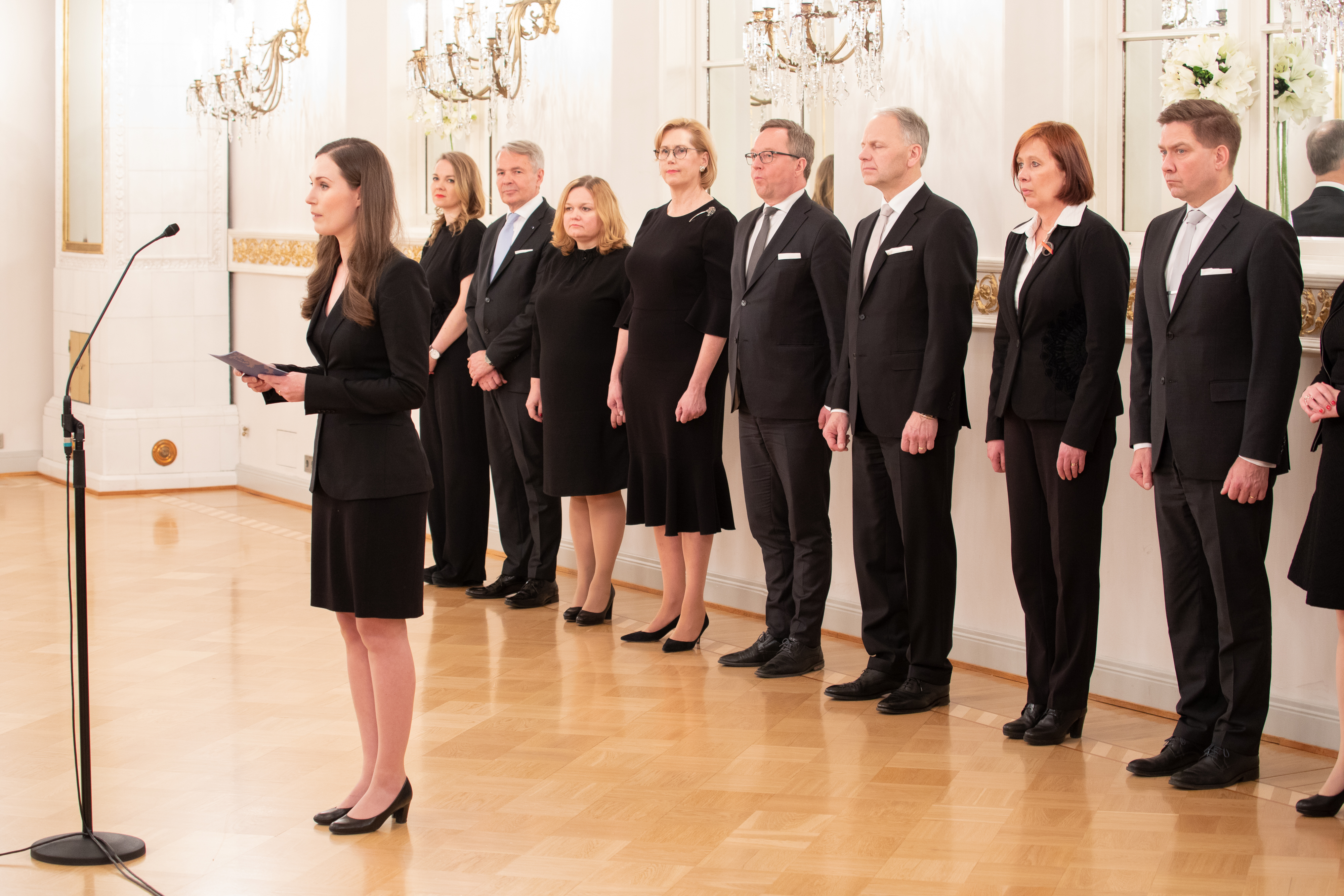
La ministra capo Marin il giorno della nomina del suo governo (dietro di lei i suoi ministri), 10 dicembre 2019

Marin è entrata a far parte della gioventù socialdemocratica nel 2006, diventandone la prima vicepresidente dal 2010 al 2012. È stata eletta come presidente del consiglio comunale di Tampere nel 2012, carica che ha ufficialmente assunto nel gennaio 2013 e fino al 2017.
Marin è stata eletta seconda vicepresidente del Partito Socialdemocratico Finlandese nel 2014, e prima vicepresidente nel febbraio 2017. È stata eletta al parlamento finlandese come parlamentare del collegio elettorale di Pirkanmaa alle elezioni del 19 aprile 2015, venendo rieletta tale alle elezioni del 14 aprile 2019. Il 6 giugno 2019 è diventata ministro dei trasporti e delle telecomunicazioni.

#### Ministra Capo della Finlandia

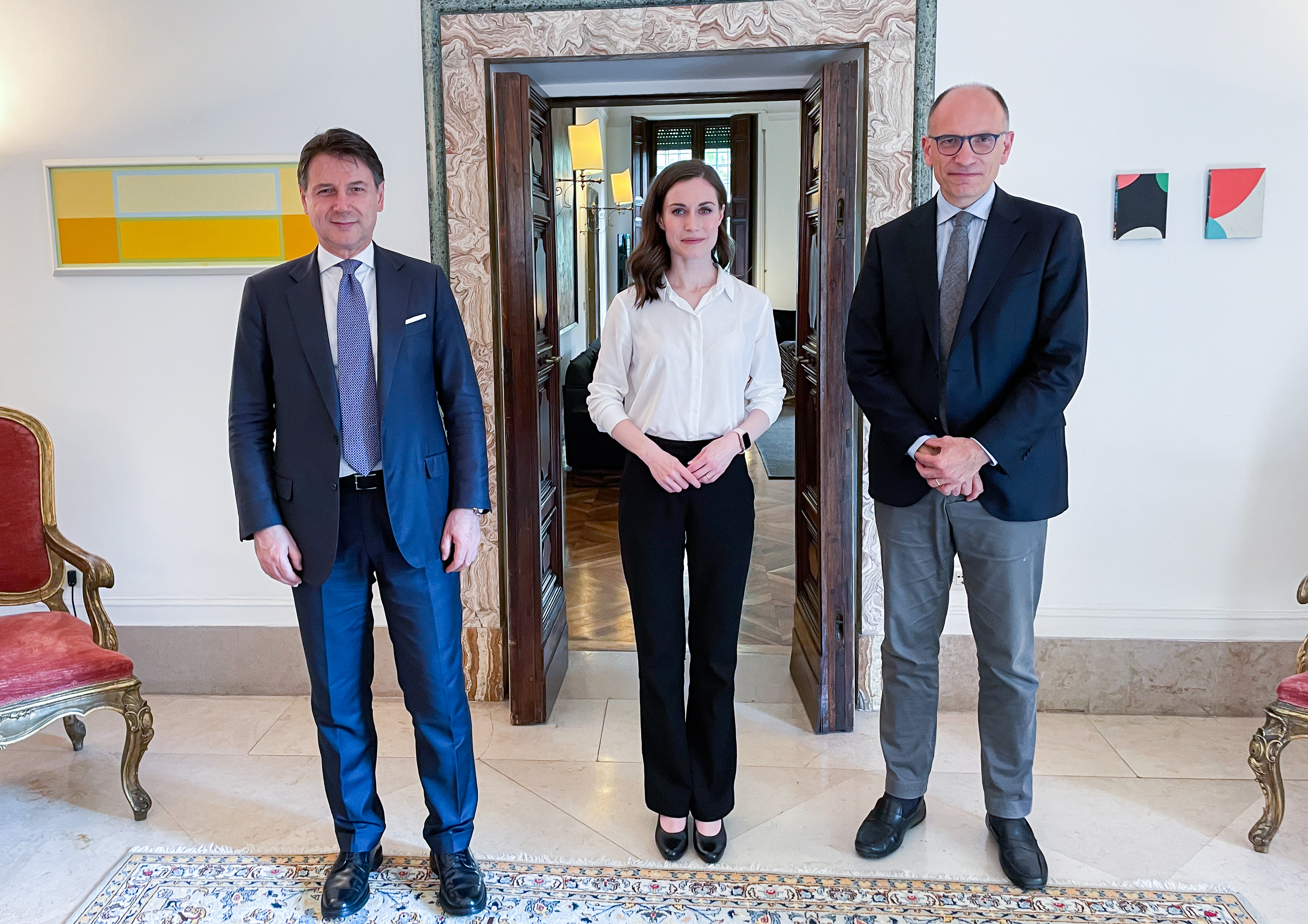
Sanna Marin con Giuseppe Conte e Enrico Letta nel 2022

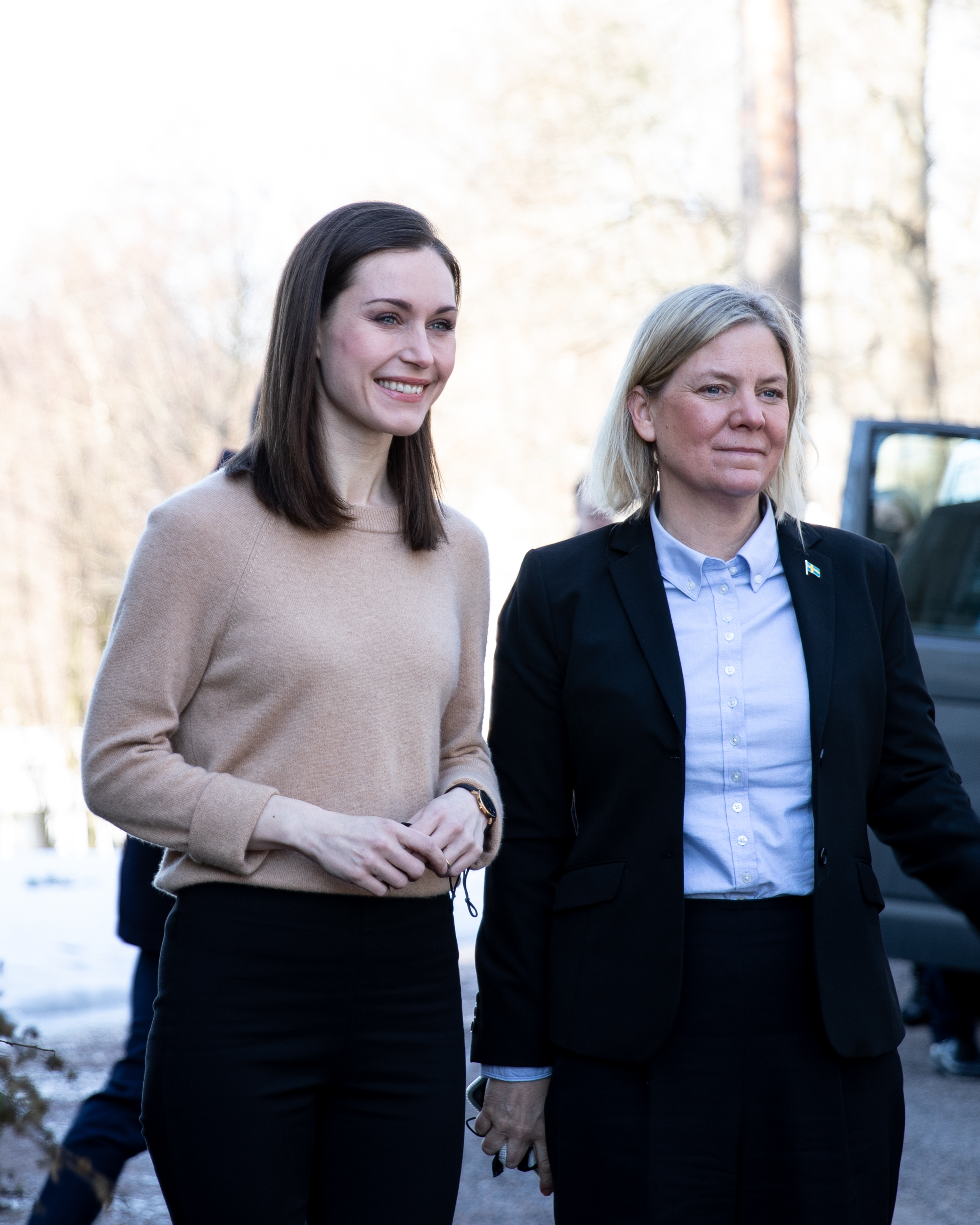
Marin e la prima ministra svedese Magdalena Andersson parlano di potenziali adesioni alla NATO per Finlandia e Svezia nella primavera del 2022.

Il 10 dicembre 2019 Marin è stata eletta ministra capo della Repubblica finlandese, diventando la più giovane in carica nel mondo (fino all'insediamento di Sebastian Kurz come cancelliere federale austriaco il 7 gennaio 2020) e la più giovane di sempre in Finlandia, nonché la terza donna a capo del governo finlandese dopo Anneli Jäätteenmäki e Mari Kiviniemi.
Nell'aprile 2023 Marin perde le elezioni per la riconferma nella carica di primo ministro, annunciando immediatamente dopo la volontà di lasciare la guida del partito che, effettivamente, lascia con il congresso del primo settembre 2023.

### Carriera professionale
Già in giugno, Marin fonda la MA/PI Oy, società che si occupa di organizzazione e consulenze per conferenze, in particolare preparazioni motivazionali per conferenze internazionali.
A inizio settembre 2024 Marin lascia anche il seggio nel parlamento finlandese, dando l'annuncio della sua collaborazione con la fondazione di Tony Blair (TBI), per la quale svolgerà consulenze sul cambiamento a governanti mondiali.
A partire da gennaio 2024, Marin prende parte ad un gruppo di studio per l'integrazione dell'Ucraina nel sistema di difesa integrato occidentale. Del gruppo fanno parte altri politici occidentali di primo piano come Boris Johnson e Hillary Clinton.

## Vita privata
Sanna Marin è cresciuta come figlia di una coppia omogenitoriale: i suoi genitori biologici si separarono quando lei era in tenera età, a causa dell'alcolismo del padre. Qualche tempo dopo la separazione la madre iniziò una relazione con una donna. La famiglia ha vissuto in condizioni economiche modeste e Sanna Marin ha lavorato come commessa per pagarsi gli studi; è stata la prima nella sua famiglia a completare l'università.
Il 28 gennaio 2018, Sanna Marin e il compagno Markus Räikkönen sono diventati genitori di una bambina. Il 1º agosto 2020 Sanna Marin e Markus Räikkönen si sono sposati. Il 10 maggio 2023 Sanna Marin e Markus Räikkönen annunciano il loro divorzio tramite i rispettivi profili social.

## Premi
- Nel 2022 ha ricevuto il Women of Europe Awards nella categoria "Woman in Power".[23]
- Nel 2023 ha ricevuto il premio "Helmut-Schmid" che onora i risultati innovativi nei settori della democrazia, della società e della tecnologia. "Ha portato la Finlandia attraverso la pandemia di COVID-19 nel modo più efficace. Sanna Marin ha deciso di rendere il mondo un posto migliore, non semplicemente di essere un politico. Questo rimane il suo standard. Ha già modellato un nuovo ed efficace stile politico, ha mostrato un chiaro vantaggio contro l'aggressore russo e la protezione avanzata del clima. Inoltre, questa donna di 37 anni ha un enorme potenziale per il futuro – vale a dire continuare a rendere il suo paese, l'Europa, il mondo un po' più sicuro, più giusto e più verde con una chiara visione delle realtà", ha affermato Uwe-Jean Heuser, presidente della giuria.[24]